# Allosaurus
Allosaurus (griechisch für andersartige Echse) ist eine Gattung von theropoden Dinosauriern. Sie lebte im Zeitalter des Oberjura und ist in Nordamerika und Südeuropa durch Funde nachgewiesen. Frühere zu der Gattung gestellte Funde aus dem Oberjura von Tansania lassen sich nicht sicher zuordnen, solche aus der Unterkreide von Australien konnten inzwischen mit Sicherheit einer anderen Gattung zugeschrieben werden.
Othniel Charles Marsh gab in seiner Erstbeschreibung von 1877 der Gattung ihren Namen nach der Anatomie der Wirbelknochen, die anders als die bis dahin bekannten Dinosaurierwirbel gestaltet waren.
Allosaurus gehörte zu den größten fleischfressenden Dinosauriern seiner Zeit und wird, je nach Rekonstruktion, auf eine Körperlänge zwischen 6,36 m und 10,4 m, meist 7,4 m und eine Körpermasse von 700 bis 4600 kg geschätzt.
Zwei der bekanntesten Exemplare von Allosaurus sind Big Al und Big-Al2, die von Paläontologen in den USA gefunden wurden und in der BBC-Dokumentation Die Geschichte von Big Al (The Ballad of Big Al) gezeigt wurden.

## Anatomie

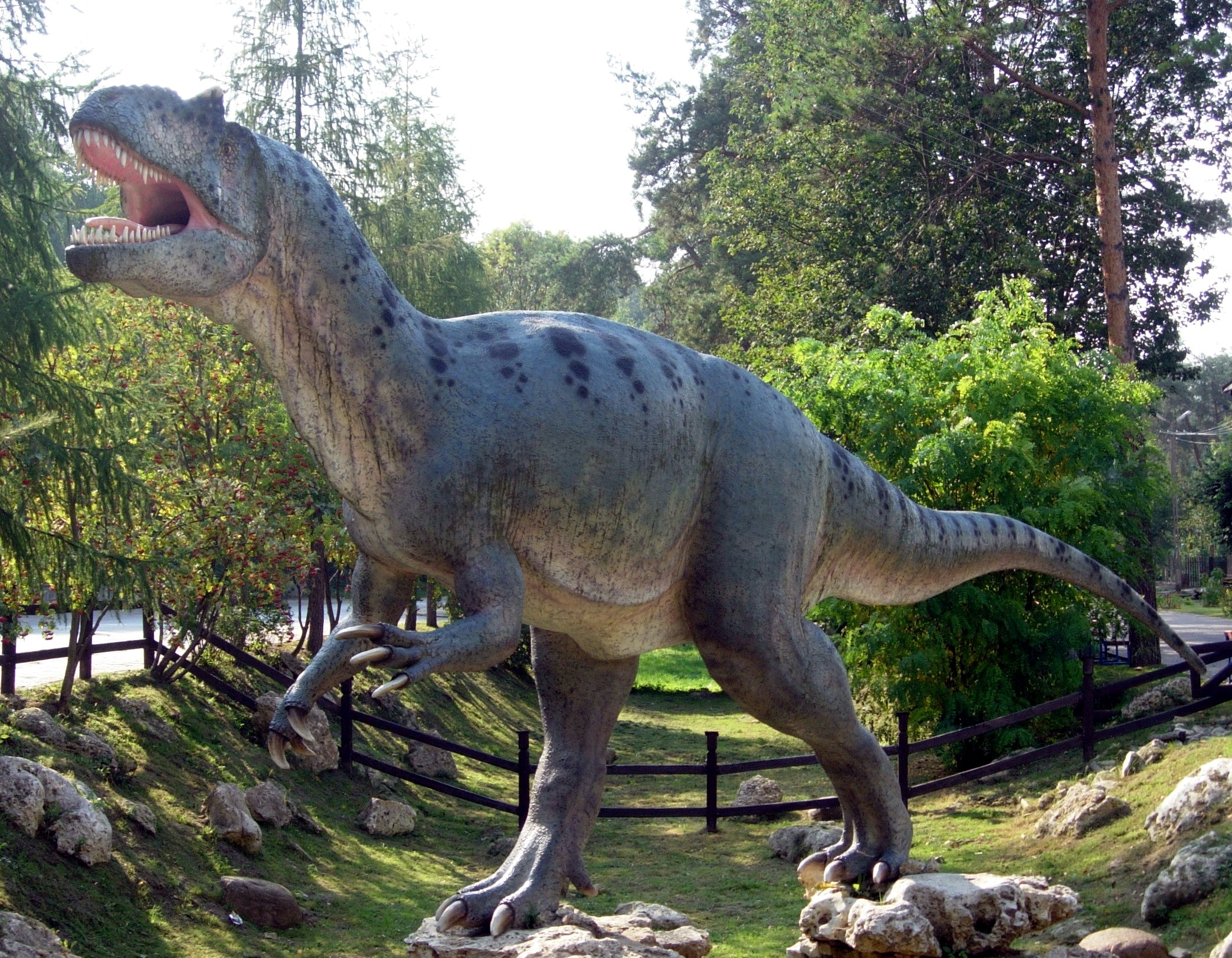
Lebendrekonstruktion

Allosaurus war ein großer Vertreter der Theropoden mit deren charakteristischem Körperbau. Der Kopf war im Verhältnis zum Rumpf ungewöhnlich groß, aber eher kurz, in Aufsicht schmal und in Seitenansicht von abgerundet dreieckiger Gestalt. Auf der Oberseite des Kopfes saßen zwei kleine hornartige Fortsätze, gebildet vom Tränenbein, die im Leben möglicherweise eine kammartige Bildung trugen. Die spitzen, außen gesägten, gekrümmten Zähne waren typisch für Fleischfresser. Allosaurus hatte im Oberkiefer 15 oder 16, selten 17 Zähne, plus fünf in der Prämaxilla, und 16 bis 17 (seltener 18 oder 19) Zähne im Unterkiefer. Zahlreiche lose Zähne, oft gefunden nahe der Knochen potenzieller Beutetiere, lassen darauf schließen, dass die Zähne im Leben recht leicht ausfallen konnten und ersetzt wurden. Im Verhältnis zu anderen großen Raubdinosauriern wie Tyrannosaurus waren die Zähne nicht sehr groß und Stärke des Bisses wird im Verhältnis zur Körpergröße als bestenfalls moderat charakterisiert. Es wird angenommen, dass die Tiere ihre Beute eher von oben her attackierten und den Kopf beim Fressen, wie ein Vogel, auf und ab bewegten, nicht wie ein Krokodil (oder ein Tyrannosauride) seitwärts. Dabei war der durch Gelenke sehr bewegliche, wohl sehr muskulöse Nackenbereich hilfreich. Die Vordergliedmaßen waren verkleinert, aber im Vergleich zu anderen Theropoden noch relativ groß. Die dreifingrigen Hände trugen sehr lange Krallen von etwa 10 bis 20 Zentimeter Länge, während die Unterarmknochen (Radius und Ulna) vergleichsweise kurz waren. Es wird ein kräftiger Griff rekonstruiert, der möglicherweise bei der Jagd eine wichtige Funktion beim Festhalten der Beute hatte. Die Füße an den kräftigen Hinterbeinen trugen ebenfalls Krallen an den drei funktionalen Zehen (plus einer kleinen, vermutlich rudimentären). Allosaurus war wie alle verwandten Arten ein zweibeinig (biped) digitigrad (als Zehengänger) auf den Hinterbeinen laufender Räuber. Der Oberschenkelknochen (Femur) saß im Leben senkrecht zur Hüfte, nahe dem Schwerpunkt des Tiers, anders als bei Laufvögeln wie Straußen, bei denen er fast waagrecht gehalten wird. Grund ist vermutlich der stärker ausbalancierte Körperbau von Allosaurus, bei dem der lange und kräftige Schwanz das Gegengewicht zum Vorderkörper bildete. Bei Allosaurus waren Femur und Schienbein (Tibia) ungefähr gleich lang, der Femur ein wenig länger. Das lässt eher auf überwiegend schreitende Fortbewegung, nicht auf einen besonders schnellen Läufer, schließen.
Gefundene fossile Individuen von Allosaurus weisen sehr häufig Knochenbrüche auf. Diese waren in vielen Fällen im Leben verheilt, das Tier hat die Verletzung also überlebt. Die zahlreichen Brüche werden als Anzeichen eines aktiven, riskanten Lebensstils gedeutet, was eher für einen Räuber als für einen Aasfresser sprechen würde.

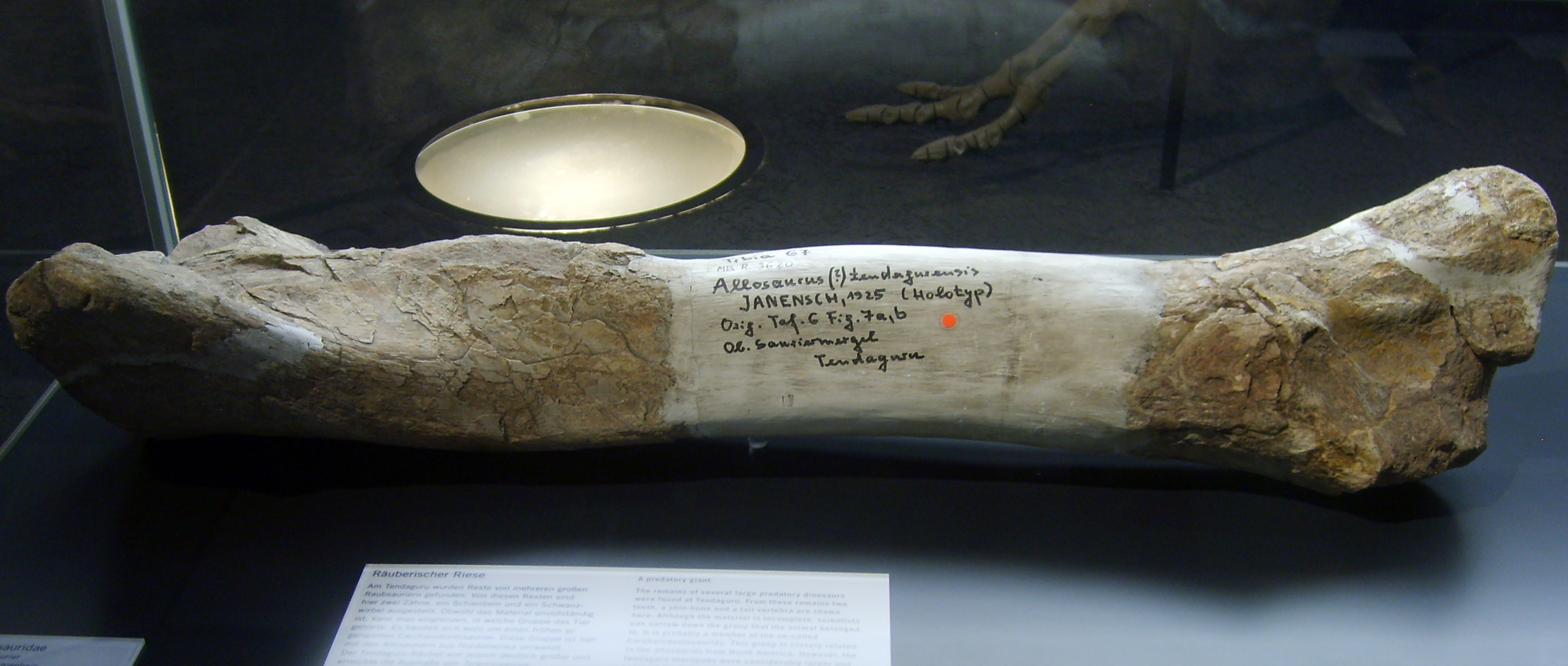
Schienbein des Holotypus von Allosaurus (?) tendagurensis aus dem ‚Oberen Sauriermergel‘ von Tendaguru
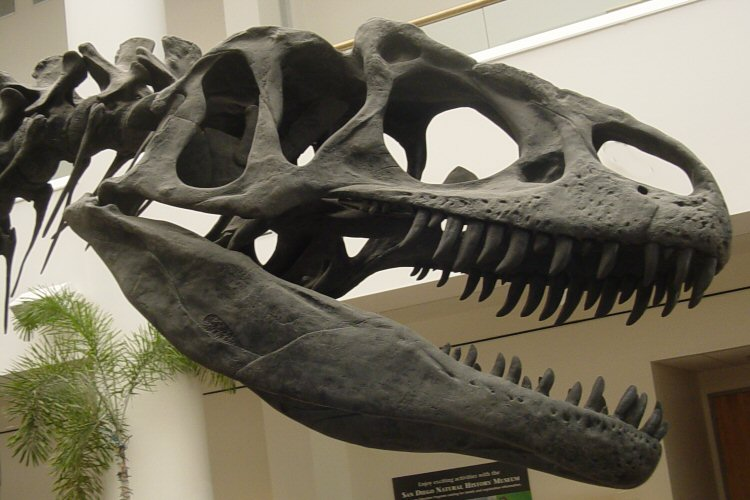
Schädel von Allosaurus fragilis
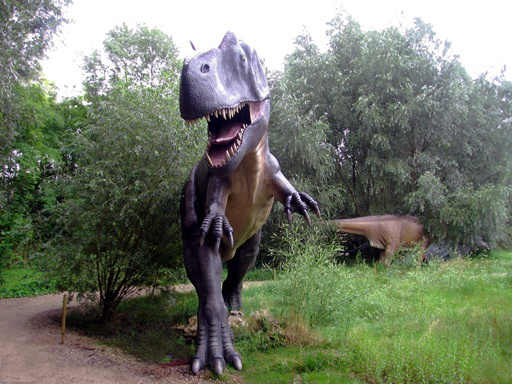
Allosaurus-Rekonstruktion im Dinopark in Fürth (Bayern)

## Lebensweise

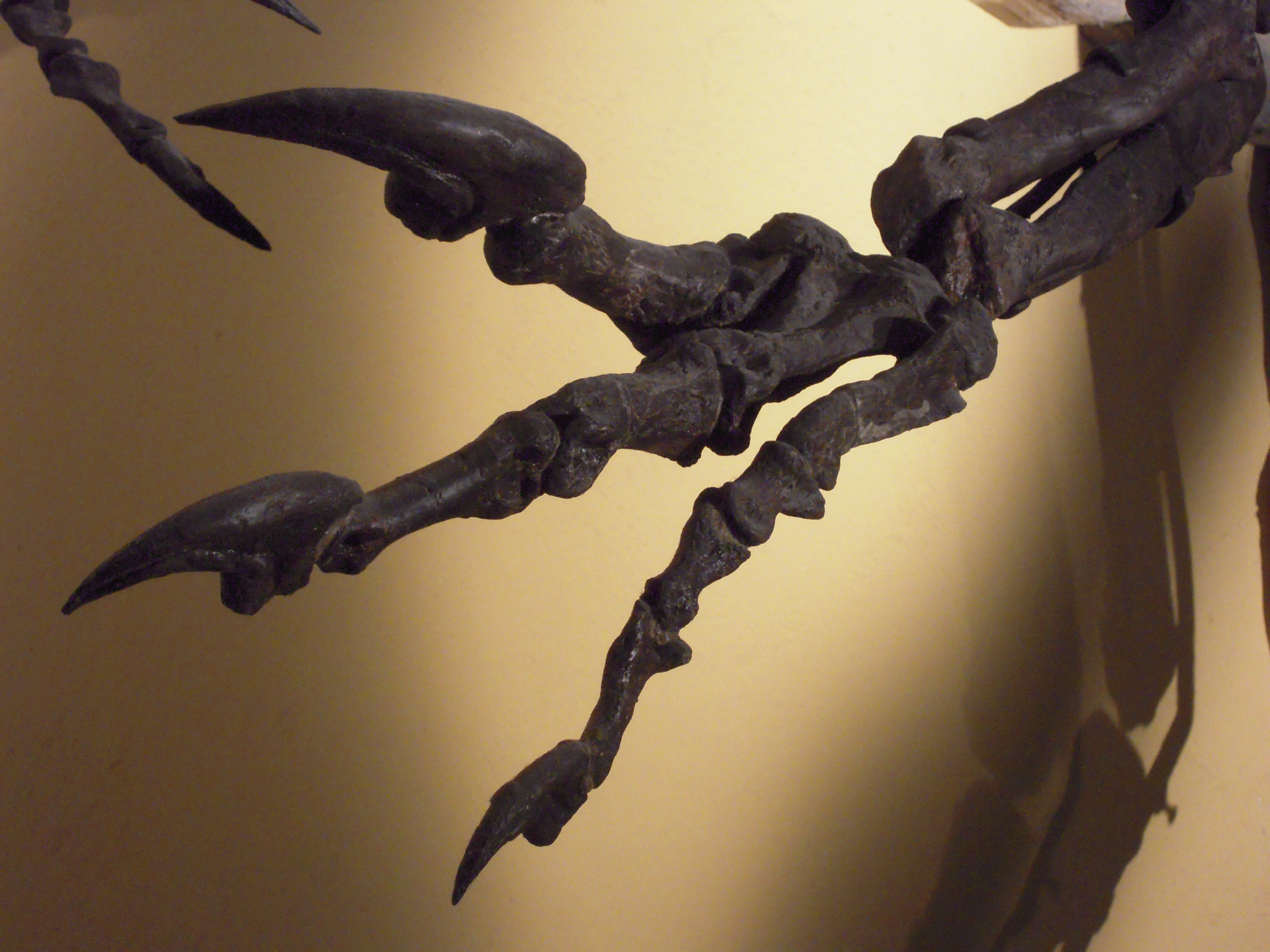
Krallen von Allosaurus fragilis

Die Thesen über die Lebensweise von Allosaurus gehen auseinander. Einige wenige Paläontologen sehen in Allosaurus fragilis einen erfolgreichen Aasfresser, andere einen gewandten Jäger, der in Gruppen auch große Sauropoden erlegen konnte. Die leichte Bauweise mit kräftigen Hinterbeinen spricht eher für einen Jäger. Dies wird auch von Untersuchungen des Schädels unterstützt, nach denen dieser für sehr hohe Belastungen ausgelegt ist. Solche Belastungen treten beim reinen Zerkauen eines Kadavers nicht auf, wohl aber bei der Jagd auf ein lebendes Tier. Hinweise auf ein möglicherweise geselliges Jagdverhalten in Gruppen gibt es zum einen durch Funde von mehreren Tieren in einer Fundstelle (z. B. im Cleveland-Lloyd Quarry), zum anderen durch Funde von Fußspuren mehrerer großer Theropoden, die offenbar gemeinsam liefen. Allerdings sind beides keine gesicherten Beweise für ein Gruppenverhalten, da sich die Skelettansammlungen auch anders erklären lassen und die Spuren nicht sicher Allosaurus zugeordnet werden können.

### Fortpflanzung und Entwicklung
Die meisten bekannten großen Allosaurus-Exemplare werden auf ein Alter von 13 bis 19 Jahren geschätzt. Das Wachstum individueller Tiere wird auf Basis von Dünnschliffen von Querschnitten von Langknochen wie der Ellen, Oberschenkelknochen, Schienbeine und Oberarmknochen der jeweiligen Exemplare rekonstruiert, bei denen sich der jährliche Zuwachs als Jahresring erkennen lässt. Im Alter von 13 bis 19, möglicherweise bis 22 Jahren war die Maximalgröße erreicht (anders als rezente Reptilien wuchsen Theropoden wie Allosaurus nicht ihr Leben lang weiter, sondern nahmen nach Erreichen des Endgewichts nicht mehr an Größe zu). Das Maximalalter der Spezies lag wahrscheinlich bei 22 bis 28 Jahren, was vergleichbar mit dem anderer großer Theropoden ist. Im Alter von 15 Jahren war das Wachstum höchstwahrscheinlich am rapidesten. Es wird vermutet, dass Allosaurus in dieser Zeit 148 kg pro Jahr zulegte.
Vermutlich erreichte Allosaurus schon in einem Alter von zehn Jahren die geschlechtliche Fortpflanzungsreife. Dies sei ein evolutionärer Vorteil im Vergleich zu Arten, die sich erst im ausgewachsenen Alter fortpflanzen. Erschlossen wurde das Fortpflanzungsalter ebenfalls mittels Knochenfunden. Die Knochen wiesen schon bei zehnjährigen Exemplaren eine für die Fortpflanzungsfähigkeit markante Gewebestruktur auf, die für ständig und schnell verfügbare Kalziumreserven zur Herstellung der Eierhüllen notwendig ist. Dieselbe Struktur ist bei heute lebenden Abkömmlingen, beispielsweise den Vögeln, bekannt.
Von der Art sind ungewöhnlicherweise zahlreiche Tiere aller Entwicklungsstadien, von Jungtieren bis zu ausgewachsenen Individuen, dokumentiert. An der ergiebigsten Fundstelle, dem Cleveland-Lloyd Dinosaur Quarry nahe Price (Utah) wurden mindestens 46 Individuen gefunden (da nur disartikulierte Skelette vorkommen, abgeschätzt anhand der Anzahl der linken Oberschenkelknochen). Die Tiere sind vermutlich an einem (mehrfach in Folge) austrocknenden Wasserloch ums Leben gekommen.

## Lebensraum
Die meisten Funde von Allosaurus stammen aus der Morrison-Formation, einer Abfolge von Gesteinen des späten Jura im Westen der USA, die fast eine Million Quadratkilometer in Arizona, New Mexico, Oklahoma, Utah, Colorado, Wyoming, South Dakota und Montana, im Osten der Rocky Mountains, einnimmt. Es handelt sich um in einem langsam absinkenden innerkontinentalen Becken (aus dem sich das Meer im mittleren Jura zurückgezogen hatte) abgelagerte Abfolgen von Sandstein und Tonstein, überwiegend den Sedimenten von aus einem angrenzenden Gebirge zuströmenden Wildflüssen mit verzweigtem Lauf (Verflochtener Fluss), untergeordnet auch Sedimenten flacher Binnenseen. Das fast völlig flache und ebene Becken war im Osten (nahe benachbart) und im Westen (etwas entfernter) von Gebirgen eingefasst. Die Sedimente der Morrison-Formation überspannen einen Zeitraum von ca. 7 Millionen Jahren. Zur Zeit der Ablagerungen war der Superkontinent Pangaea bereits zerfallen, die Öffnung des Atlantischen Ozeans hatte begonnen, der aber noch viel schmaler war als heute. Nordamerika war ein isolierter Kontinent ohne Landverbindung zu anderen Landmassen. Es müssen aber zumindest zeitweise kurzlebige Landbrücken nach Europa (damals ein Insel-Archipel in einem Flachmeer) existiert haben, da Allosaurus zu den wenigen Dinosaurier-Gattungen gehört, die auf beiden Kontinenten verbreitet waren. Von dort wäre möglicherweise auch die Besiedlung Afrikas möglich gewesen (die unsicher und sehr umstritten ist). Die Morrison-Formation lag zur Zeit der Ablagerung etwa zwischen 30 und 40 Grad geographischer Breite, und damit nicht sehr verschieden von der heutigen Lage. Allerdings war das Klima des Jura viel wärmer als heute. Die Landschaft, und damit der Lebensraum von Allosaurus, wird rekonstruiert als semiaride Savannenlandschaft, mit kleinen Waldinseln und eingelagerten Süßwassersümpfen. Der Jahresniederschlag war vermutlich recht hoch, es gab aber eine lang andauernde Trockenzeit. Rekonstruiert werden Temperaturen von 4–20 °C im Winter und 20–36 °C im Sommer, also ein wärmeres Klima als heute, Frost gab es vermutlich keinen. Da versteinertes Holz auf Bäume mit einer Wuchshöhe bis zu 45 m hinweist, muss es orts- und zeitweise durchaus echte Wälder gegeben haben. Möglicherweise wurden sie durch einen hohen Grundwasserspiegel am Leben gehalten. Die hohe Dichte pflanzenfressender Dinosaurier lässt auf einen recht produktiven Lebensraum schließen, was für Räuber wie Allosaurus ein reiches Nahrungsangebot schuf. Die Zusammensetzung der krautigen Vegetation war ganz anders als heute. Blütenpflanzen wie die Gräser gab es noch nicht, die wenigen Funde von Pflanzenfossilien deuten auf einen farnreichen Lebensraum hin. Die Bäume waren überwiegend Koniferen, darunter auch rezente Gattungen.
Allosaurus lebte zur selben Zeit wie Stegosaurus, Brachiosaurus und Diplodocus. Als potentielle Nahrungskonkurrenten von Allosaurus kommen die ebenfalls in dieser Formation vorkommenden großen Theropoden Torvosaurus, Ceratosaurus und Marshosaurus in Frage. Zumindest existieren für diese Taxa mehrfache Nachweise für eine zeitliche und räumliche Koexistenz im Ablagerungsraum der Morrison-Formation. Kleinere Theropoden der Morrison-Formation, wie etwa Ornitholestes oder Coelurus, konkurrierten dagegen höchstens mit Jungtieren. Es wird spekuliert, dass der robustere Allosaurus den kleineren Räubern deren Beute abgejagt haben könnte.

## Größe
Aktuellere Schätzungen rekonstruieren für die einzige besser bekannte Art Allosaurus fragilis eine Körperlänge zwischen 6,36 m und 10,4 m, meist 7,4 m und eine Körpermasse von 700 bis 2900 kg. Die ehemals als Vertreter einer anderen Gattung (Saurophaganax) betrachtete Art Allosaurus anax wurde vermutlich noch größer und wird auf eine Masse von 3800 bis 4600 kg geschätzt. Die Abschätzung der Körpermasse bleibt auch bei erfolgreicher Skelettrekonstruktion immer problematisch, da die Weichteile auf derselben Grundstruktur graziler oder massiger (mit höherer Muskelmasse) rekonstruiert werden können, die Angaben sind daher nicht im Detail belastbar.

## Taxonomie und Arten

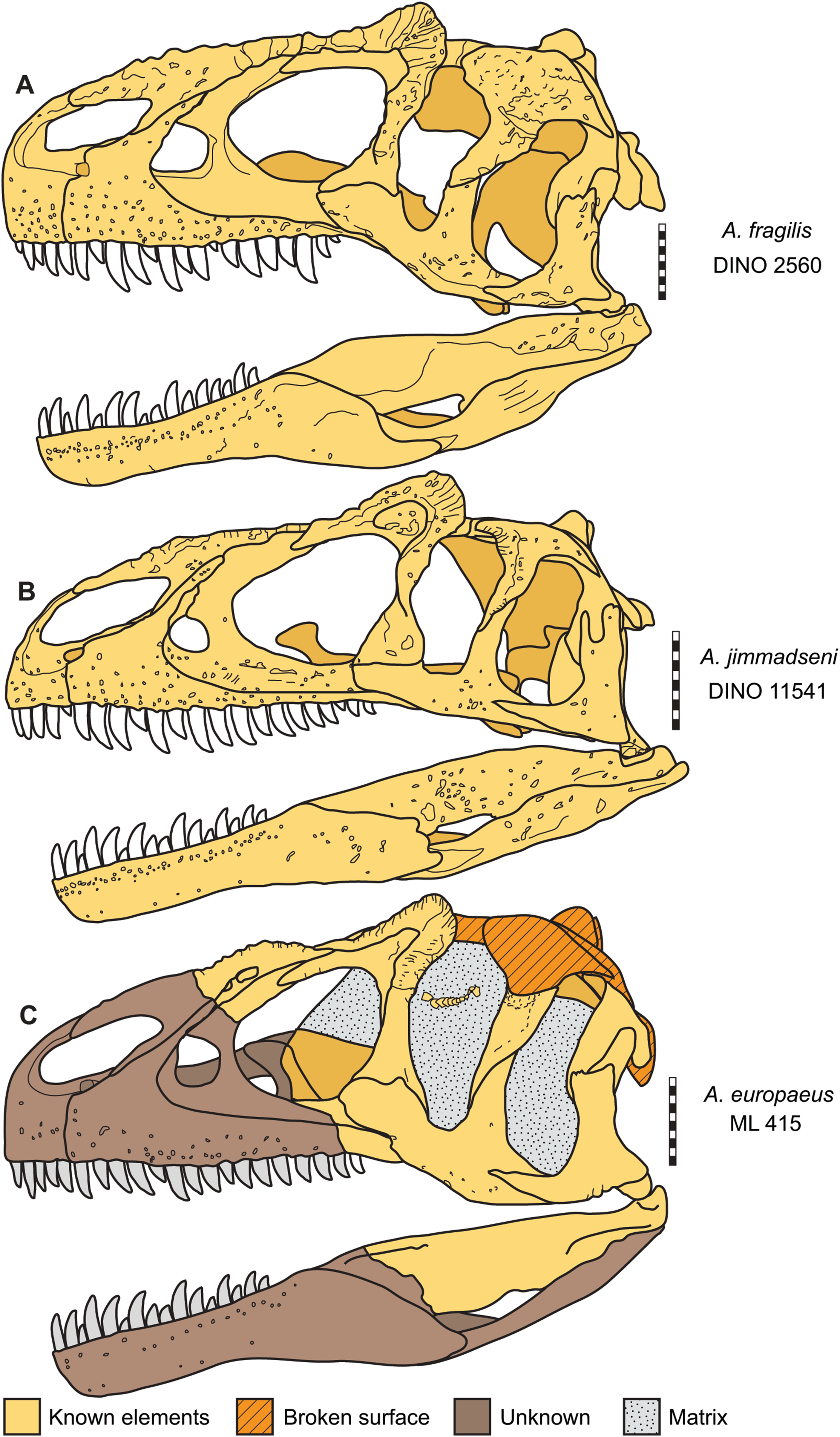
Diagramm zum Vergleich der Schädel der drei anerkannten Arten: A. fragilis (A), A. jimmadseni (B), A. europaeus (C)

Die Gattung Allosaurus wurde 1877 durch Othniel Charles Marsh anhand der Art Allosaurus fragilis (Typusart durch Monotypie) neu aufgestellt. Typlokalität ist Garden Park, Fremont County, zentrales Colorado, in Gestein der Morrison-Formation. Marshs Funde werden im Peabody Museum of Natural History aufbewahrt. Wie alle schon im 19. Jahrhundert aufgestellten Dinosaurier-Gattungen wurden Allosaurus zahlreiche Funde zugewiesen, für zahlreiche andere, die sich nur in irrelevanten Details unterschieden, wurden eigene Gattungen aufgestellt, die später synonymisiert wurden. Die Liste der Synonyme ist daher sehr umfangreich. Das Marshs Diagnose zugrunde liegende Material, nur zwei Wirbel, ein Zahn und ein Zehenknochen, sind allerdings problematisch, da die später aufgestellten Arten und sogar Gattungen auf Merkmale (meist Schädelmerkmale) begründet worden sind, die daran nicht erkennbar sind. Würden diese Funde heute gemacht, wären sie weder einer Gattung noch einer Art zuzuweisen, sie wären nur auf dem Niveau der Familie (Allosauridae) einzuordnen. Die Gattung Allosaurus beruht also in Wirklichkeit nicht auf Typusmaterial, sondern auf später erstellten, umfangreichen Neubeschreibungen nach anderem Material aus der Morrison-Formation, vor allem dem Werk von James Henry Madsen Da das Typusmaterial keiner der heute umschriebenen Arten sicher zuzuordnen ist, ist eine taxonomische Revision stark erschwert. 2010 haben daher Gregory S. Paul und Kenneth Carpenter einen formalen Antrag bei der International Commission on Zoological Nomenclature gestellt, durch Festlegung eines Neotypus den Artnamen Allosaurus fragilis zu fixieren. Dieser ist derzeit (Stand März 2023) noch nicht entschieden.
In der Gattung wurden in jüngerer Zeit, je nach Bearbeiter, zwischen einer, drei und sieben Arten als taxonomisch valide anerkannt.
- Allosaurus fragilis Marsh, 1877 (sensu Madsen, 1976). Typusart der Gattung. Zahlreiche Funde, vor allem aus der Morrison-Formation, aber nur wenige Exemplare im anatomischen Verband, auch komplette Schädel sind sehr selten.
- Allosaurus jimmadseni Chure und Loewen, 2020. Die Art wurde ursprünglich in der Dissertation von Daniel Joseph Chure (A new species of Allosaurus from the Morrison Formation of Dinosaur National Monument (UT-CO) and a revision of the theropod family Allosauridae) im Jahr 2000 neu aufgestellt. Da diese nach den zoologischen Nomenklaturregeln nicht als valide publiziert gilt, war der Name taxonomisch invalide (ein Nomen nudum), wurde aber durch die Beschreibung von Chure und Mark A. Loewen[19] validiert. Die Beschreibung beruht unter anderem auf dem bemerkenswert vollständigen Skelettfund MOR 639, in der Populärkultur als „Big Al“ bekannt. Er unterscheidet sich von Allosaurus fragilis (sensu Madsen) in einer Reihe von Schädelmerkmalen. Die Validität dieser Differentialmerkmale wurde in einer Arbeit von Evers und Kollegen[20], in der sie eine neue Rekonstruktion des Schädels aufstellten, die in wichtigen Details von derjenigen von Madsens Allosaurus abweicht, bestritten. Wird die Art als separate Art anerkannt, käme sie, gemeinsam mit Allosaurus fragilis, aber etwas jünger als dieser, in der nordamerikanischen Morrison-Formation vor.
- Allosaurus europaeus Mateus, Walon & Antunes, 2006. Beschrieben nach Material aus der jurassischen Lourinhã und Alcobaça-Formation, westliches Portugal, die zahlreiche Funde von Dinosauriern lieferte. Das Material war bis dahin Allosaurus fragilis zugeordnet worden.[21] Soll sich in einer Reihe von Schädelmerkmalen von Allosaurus fragilis unterscheiden, die von Chure und Loewen als valide anerkannt, von Evers und Kollegen aber verworfen werden. Die Iberische Halbinsel war im späten Jura ein Inselblock, der aber zumindest zeitweise Landkontakt nach Nordamerika hatte, so dass neben Allosaurus eine Reihe von Gattungen der Dinosaurier beiden gemeinsam waren. Die Art wäre, je nach Auffassung, eine bisher auf Portugal beschränkte eigene Art oder ein Synonym von Allosaurus fragilis.
- Allosaurus amplus (Marsh, 1879). Wurde als Camptonotus amplus von Othniel Charles Marsh erstbeschrieben und später versuchsweise (mit Fragezeichen) in die Gattung Allosaurus gestellt.[22] Da die Zuordnung zur Gattung auf der Anatomie des Fußes beruht und der Name nur provisorisch, bis zu einer Revision der Gattung, vergeben worden ist, bezweifeln die meisten Bearbeiter, dass es sich um eine eigene Art handelt.
- Allosaurus tendagurensis Janesch, 1925: Beschrieben aus der Tendaguru-Formation, Tansania, Afrika. Die Erstbeschreibung beruht auf einem Fragment einer Tibia ohne jedes diagnostische Merkmal für die Gattung. Der Name wird daher meist als dubioser Name (Nomen dubium) verworfen.[23]
- Allosaurus lucasi Dalman, 2014. Erstbeschrieben von Sebastian G. Dalman aus der Morrison-Formation.[24] Nach übereinstimmender Ansicht von Chure & Loewen und Evers et al. reichen die Merkmale des stark fragmentierten Materials nicht aus, um eine eigene Art aufzustellen, die daher nicht gerechtfertigt sei.
- Allosaurus anax Danison et al., 2024: Die als Saurophagus maximus Ray, 1941 erstbeschriebene Art wurde meist, einer Bearbeitung durch Chure folgend, in die monotypische Gattung Saurophaganax gestellt, die als Schwestergruppe von Allosaurus betrachtet wurde. Nach einer Analyse von David K. Smith von der Universität Utah wäre das Material allerdings kaum von Allosaurus fragilis, der Typusart der Gattung, unterscheidbar und die Art sollte als Allosaurus maximus (Ray, 1941) in diese Gattung mit einbezogen werden.[25] Eine Studie aus dem Jahr 2024 kam zu dem Ergebnis, dass die Saurophaganax zugeordneten Fossilien teilweise von einem  Sauropoden stammten und das Taxon Saurophaganax somit ein Nomen dubium darstellt. Die Fossilien, die zweifelsfrei einem Theropoden zugeordnet werden konnten, wurden aufgrund deutlicher Autapomorphien als die neue Art Allosaurus anax beschrieben.[16]

Die Gattung ist Typusgattung der Familie Allosauridae, der früher außerdem nur die Gattung Saurophaganax zugeordnet wurde (aktuell als Nomen dubium betrachtet). Nach der kladistischen Analyse der Tetanurae von Matthew T. Carrano und Kollegen 2012 wären die Allosauridae Schwestergruppe der Carcharodontosauria, bestehend aus den Familien Carcharodontosauridae und Neovenatoridae, mit denen die Gruppe in der Oberkreide, vermutlich aufgrund der Konkurrenz anderer räuberischer Theropoden, ausstarb.
Die Familie wurde früher viel weiter abgegrenzt, zum Beispiel wurden die Spinosauridae irrtümlich als zugehörig betrachtet. Die gesamte Gruppe wurde, mit einem heute veralteten Ausdruck, als Carnosauria zusammengefasst.
Als diagnostische Merkmale der Gattung Allosaurus werden angenommen: Starker, mediolateral abgeflachter dorsaler Fortsatz („Horn“) auf der posterodorsalen Oberfläche des Tränenbeins; reduzierte äußere Maxillarfenster (eine der Schädelöffnungen); stark nach unten gekrümmte paraoccipitale Fortsätze am Hinterhauptbein, die deutlich unterhalb der basalen Tubera (knollenförmige Auswüchse auf der Unterseite des Hirnschädels) enden; ein sogenannter antarticular bone (vom Os articulare abgesetzter Schädelknochen von etwa dreieckiger Gestalt); an den Hüften ist die distale Aufweitung des Sitzbeins (Ischium) in seitlicher Ansicht suboval. Damit sind alle diagnostischen Merkmale, mit einer Ausnahme, Schädelmerkmale.

## In der Populärkultur
Allosaurier kommen in den Filmen Die verlorene Welt, Der Fluch vom Monte Bravo, Gwangis Rache, Planet der Monster und Jurassic World: Das gefallene Königreich vor.
Ferner war Allosaurus auch in der mehrteiligen Fernsehserie Im Reich der Giganten (Walking with Dinosaurs, 1999) zu sehen, das Special Die Geschichte von Big Al (The Ballad of Big Al, 2000), das auf Knochenfunden und deren Auswertung basiert, erzählt die Geschichte eines heranwachsenden Allosauriers.
In der erfolgreichen Manga- und Animeserie One Piece von Eiichiro Oda kann sich die Figur des X-Drake in einen Allosaurus verwandeln.